# Women's National Basketball Association 2002
Women's National Basketball Association 2002 var den sjätte säsongen av den amerikanska proffsligan i basket för damer. Säsongen inleddes lördagen den 25 maj och avslutades tisdagen den 13 augusti 2002 efter 256 seriematcher. Lagen i samma Conference mötte varandra tre gånger, två hemma och en borta eller vice versa, vilket gav totalt 21 omgångar, samt lagen från den andra Conferencen en eller två gånger, vilket gav ytterligare 11 omgångar, totalt 32 matcher. De fyra första lagen i varje Conference gick därefter till slutspel som spelades mellan den 15 och 31 augusti. Los Angeles Sparks blev mästare för andra året i rad efter att ha besegrat New York Liberty med 2-0 i finalserien.
Efter säsongen sålde NBA ut samtliga lag, och de flesta stannade kvar där de etablerat sig. Men Orlando Miracle såldes till Connecticut och blev Connecticut Sun och Utah Starzz såldes till Texas och blev San Antonio Silver Stars. Däremot upphörde lagen Miami Sol och Portland Fire att existera då inga nya ägare lyckades att hitta.

## Grundserien
Not: V = Vinster, F = Förluster, PCT = Vinstprocent
- Lag i GRÖN färg till slutspel.
- Lag i RÖD färg har spelat klart för säsongen.

| Lag                | V  | F  | PCT  |
| ------------------ | -- | -- | ---- |
| New York Liberty   | 18 | 14 | .563 |
| Charlotte Sting    | 18 | 14 | .563 |
| Washington Mystics | 17 | 15 | .531 |
| Indiana Fever      | 16 | 16 | .500 |
| Orlando Miracle    | 16 | 16 | .500 |
| Miami Sol          | 15 | 17 | .469 |
| Cleveland Rockers  | 10 | 22 | .313 |
| Detroit Shock      | 9  | 23 | .281 |

| Lag                 | V  | F  | PCT  |
| ------------------- | -- | -- | ---- |
| Los Angeles Sparks  | 25 | 7  | .781 |
| Houston Comets      | 24 | 8  | .750 |
| Utah Starzz         | 20 | 12 | .625 |
| Seattle Storm       | 17 | 15 | .531 |
| Portland Fire       | 16 | 16 | .500 |
| Sacramento Monarchs | 14 | 18 | .438 |
| Phoenix Mercury     | 11 | 21 | .344 |
| Minnesota Lynx      | 10 | 22 | .313 |

## Slutspelet
- De fyra bästa lagen från varje Conference gick till slutspelet.
- Alla slutspelsomgångar avgjordes i bäst av tre matcher.

|  | Conference Semifinal Bäst av 3 | Conference Semifinal Bäst av 3 | Conference Semifinal Bäst av 3 |             |    | Conference Final Bäst av 3 | Conference Final Bäst av 3 | Conference Final Bäst av 3 |  |  | WNBA Final Bäst av 3 | WNBA Final Bäst av 3 | WNBA Final Bäst av 3 |  |
|  |                                |                                |                                |             |    |                            |                            |                            |  |  |                      |                      |                      |  |
|  | E1                             | New York                       | 2                              |             |    |                            |                            |                            |  |  |                      |                      |                      |  |
|  | E1                             | New York                       | 2                              |             |    |                            |                            |                            |  |  |                      |                      |                      |  |
|  | E4                             | Indiana                        | 1                              |             |    |                            |                            |                            |  |  |                      |                      |                      |  |
|  | E4                             | Indiana                        | 1                              |             | E1 | New York                   | 2                          |                            |  |  |                      |                      |                      |  |
|  | Eastern Conference             |                                |                                |             | E1 | New York                   | 2                          |                            |  |  |                      |                      |                      |  |
|  |                                |                                | E3                             | Washington  | 1  |                            |                            |                            |  |  |                      |                      |                      |  |
|  | E2                             | Charlotte                      | E3                             | Washington  | 1  | 0                          |                            |                            |  |  |                      |                      |                      |  |
|  | E2                             | Charlotte                      |                                |             |    |                            |                            |                            |  |  |                      |                      |                      |  |
|  | E3                             | Washington                     | 2                              |             |    |                            |                            |                            |  |  |                      |                      |                      |  |
|  | E3                             | Washington                     | 2                              |             | E1 | New York                   | 0                          |                            |  |  |                      |                      |                      |  |
|  |                                |                                |                                |             |    |                            |                            |                            |  |  |                      |                      |                      |  |
|  |                                |                                | W1                             | Los Angeles | 2  |                            |                            |                            |  |  |                      |                      |                      |  |
|  | W1                             | Los Angeles                    | W1                             | Los Angeles | 2  | 2                          |                            |                            |  |  |                      |                      |                      |  |
|  | W1                             | Los Angeles                    |                                |             |    |                            |                            |                            |  |  |                      |                      |                      |  |
|  | W4                             | Seattle                        | 0                              |             |    |                            |                            |                            |  |  |                      |                      |                      |  |
|  | W4                             | Seattle                        | 0                              |             | W1 | Los Angeles                | 2                          |                            |  |  |                      |                      |                      |  |
|  | Western Conference             |                                |                                |             | W1 | Los Angeles                | 2                          |                            |  |  |                      |                      |                      |  |
|  |                                |                                | W3                             | Utah        | 0  |                            |                            |                            |  |  |                      |                      |                      |  |
|  | W2                             | Houston                        | W3                             | Utah        | 0  | 1                          |                            |                            |  |  |                      |                      |                      |  |
|  | W2                             | Houston                        |                                |             |    |                            |                            |                            |  |  |                      |                      |                      |  |
|  | W3                             | Utah                           | 2                              |             |    |                            |                            |                            |  |  |                      |                      |                      |  |

### WNBA-final
Los Angeles Sparks vs New York Liberty
| Match   | Datum      | Hemmalag    | Bortalag    | Resultat |
| ------- | ---------- | ----------- | ----------- | -------- |
| Match 1 | 29 augusti | New York    | Los Angeles | 63 - 71  |
| Match 2 | 30 augusti | Los Angeles | New York    | 69 - 66  |

Los Angeles Sparks vann finalserien med 2-0 i matcher